# 库尔让 (伊夫林省)
库尔让（法語：Courgent，法語發音：[kuʁʒɑ̃]）是法国伊夫林省的一个市镇，属于芒特拉若利区。

## 地理
库尔让（48°53'29.33"N, 1°39'45.00"E）面积2.02 平方千米，位于法国法蘭西島大區伊夫林省，该省份为法国北部内陆省份，北起瓦兹河谷省，西接厄尔省，西南接厄尔-卢瓦省，东南接埃松省，东临上塞纳省。
与库尔让接壤的市镇（或旧市镇、城区）包括：班维利耶、蒙绍韦、米尔桑、塞普特伊。

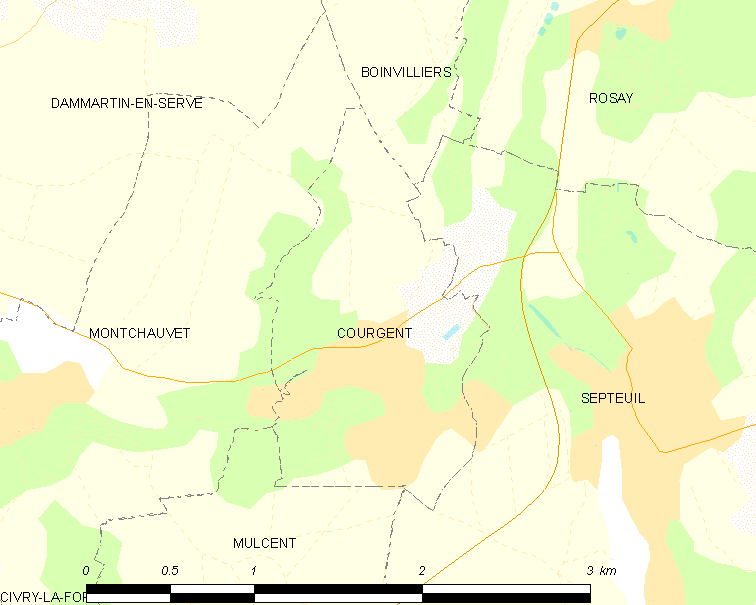
的OSM定位图

库尔让的时区为UTC+01:00、UTC+02:00（夏令时）。

## 行政
库尔让的邮政编码为78790，INSEE市镇编码为78185。

## 政治
库尔让所属的省级选区为塞纳河畔博尼耶尔县。

## 人口

1962-2008年间人口变化图示

库尔让于2022年1月1日时的人口数量为398人。